# Heptascelio lugens
Heptascelio lugens är en stekelart som beskrevs av Jean-Jacques Kieffer 1916. Heptascelio lugens ingår i släktet Heptascelio och familjen Scelionidae. Inga underarter finns listade i Catalogue of Life.